# Schwedische Badmintonmeisterschaft 1941
Die Schwedische Badmintonmeisterschaft 1941 fand in Stockholm statt. Es war die fünfte Austragung der nationalen Titelkämpfe im Badminton in Schweden.

## Titelträger
| Disziplin    | Sieger                                                           |
| ------------ | ---------------------------------------------------------------- |
| Herreneinzel | Sven Malmfält MAI                                                |
| Dameneinzel  | Evy Holmgren BK Smash                                            |
| Herrendoppel | Sven Malmfält Helge Paulsson MAI                                 |
| Damendoppel  | Thyra Hedvall Carin Stridbäck Försäkringsmännen                  |
| Mixed        | Sture Ericsson Britta Bergström Brandkårens IK Försäkringsmännen |